# Gruia
Gruia é uma comuna romena localizada no distrito de Mehedinți, na região de Oltênia. A comuna possui uma área de 73.18 km² e sua população era de 3071 habitantes segundo o censo de 2007.